# 豊後高田駅
豊後高田駅（ぶんごたかだえき）は、かつて大分県豊後高田市新町にあった大分交通宇佐参宮線の駅（廃駅）である。同線の起点駅であった。

## 概要
1916年（大正5年）3月1日の大分交通宇佐参宮線全線開業にともない、起点駅として開業した。豊後高田市には国鉄の路線は通っておらず、同市の中心部に位置する当駅は、宇佐参宮線で国鉄日豊本線宇佐駅に至るための交通の中心地であった。
宇佐参宮線は当駅からさらに東に延伸し、国東線に接続して国東半島を一周する計画もあったが、実現しなかった。

## 歴史
- 1916年（大正5年）3月1日：宇佐参宮鉄道の駅として開業。
- 1945年（昭和20年）4月20日：大分交通宇佐参宮線の駅となる。
- 1965年（昭和40年）8月21日：宇佐参宮線全線廃止に伴い廃止。

## 廃止後の状況
宇佐参宮線の全線廃止とともに鉄道駅としての役目を終えた後は、現在に至るまで大交北部バス（旧・大分交通）のバスターミナルとして使用されている。駅舎やホームの上屋は当駅当時のものが改修されて用いられており、旧駅舎は待合室、旧ホーム部分は乗客通路および乗り場、旧線路部分はバス通路となっている。また、バスターミナルから伸びる商店街には、現在も駅通り商店街の名が残っている。

## 隣の駅
大分交通
宇佐参宮線
豊後高田駅 - 封戸駅